# Смерть под парусом (роман)
«Смерть под парусом» (англ. Death Under Sail) — детективная повесть английского писателя Чарльза Перси Сноу. Впервые была издана в 1932 году.

## Сюжет
Компания обеспеченных англичан отправляется на яхте «Сирена» в прогулку по Норфолкским озёрам. В один из дней (8 сентября 1931 года) они обнаруживают участника прогулки, владельца яхты Роджера Миллза, убитым на палубе. Расследованием этого дела занимаются сержант уголовной полиции Берелл и лондонский дипломат мистер Финбоу.

## Персонажи
- Роджер Миллз (Roger Mills) — 35 лет, владелец яхты «Сирена», преуспевающий врач.
- Кристофер Тэрент (Christopher Tarrant) — 29 лет, один из друзей Роджера, сын школьного учителя.
- Эвис Лоринг (Avice Loring) — 23 года, помолвлена с Кристофером, кузина Роджера.
- Филипп Уэйд (Philip Wade) — 25 лет, друг Роджера, богатый наследник.
- Тони Гилмор (Tonia Gilmour) — 24 года, помолвлена с Филиппом.
- Уильям Гарнет (William Garnett) — 26 лет, занимается исследованиями в области медицины в специальном отделении Роджера.
- Иен Кейпл (Ian Capel) — 63 года, друг Роджера, рассказчик.
- мистер Финбоу (Finbow) — 52 года, друг Иена, дипломат.
- миссис Тафтс (Mrs. Tufts) — экономка на вилле Уильямсона, друга Кристофера.
- Алоиз Берелл (Aloysius Birrell) — сержант уголовной полиции.

## Экранизации
- «Смерть на Темзе[нем.]» — немецкий художественный фильм 1973 года.
- «Смерть под парусом» — советский художественный фильм 1976 года.